# 秘密行銷
秘密行銷（stealth marketing、undercover marketing）是透過偽裝推廣的行銷手法，使消費者難以察覺。
企業可能控制或買收評論網站或博客成為托兒，刪除負面評論保留好的、喬裝成不相關的第三者對特定企業或產品做出誇讚的評價。
這類造假行為在日本、美國、歐洲有一些相關的法令予以禁止。然而在台灣及中國大陸，政府與政黨單位購買媒體版面暗地宣傳或明顯控制第四權的行為仍時有所聞。